# Mercedes-Benz GLE Coupe
Mercedes-Benz GLE Coupé — купеподібний SUV виробництва компанії Mercedes-Benz.

## Перше покоління (2015-2019)

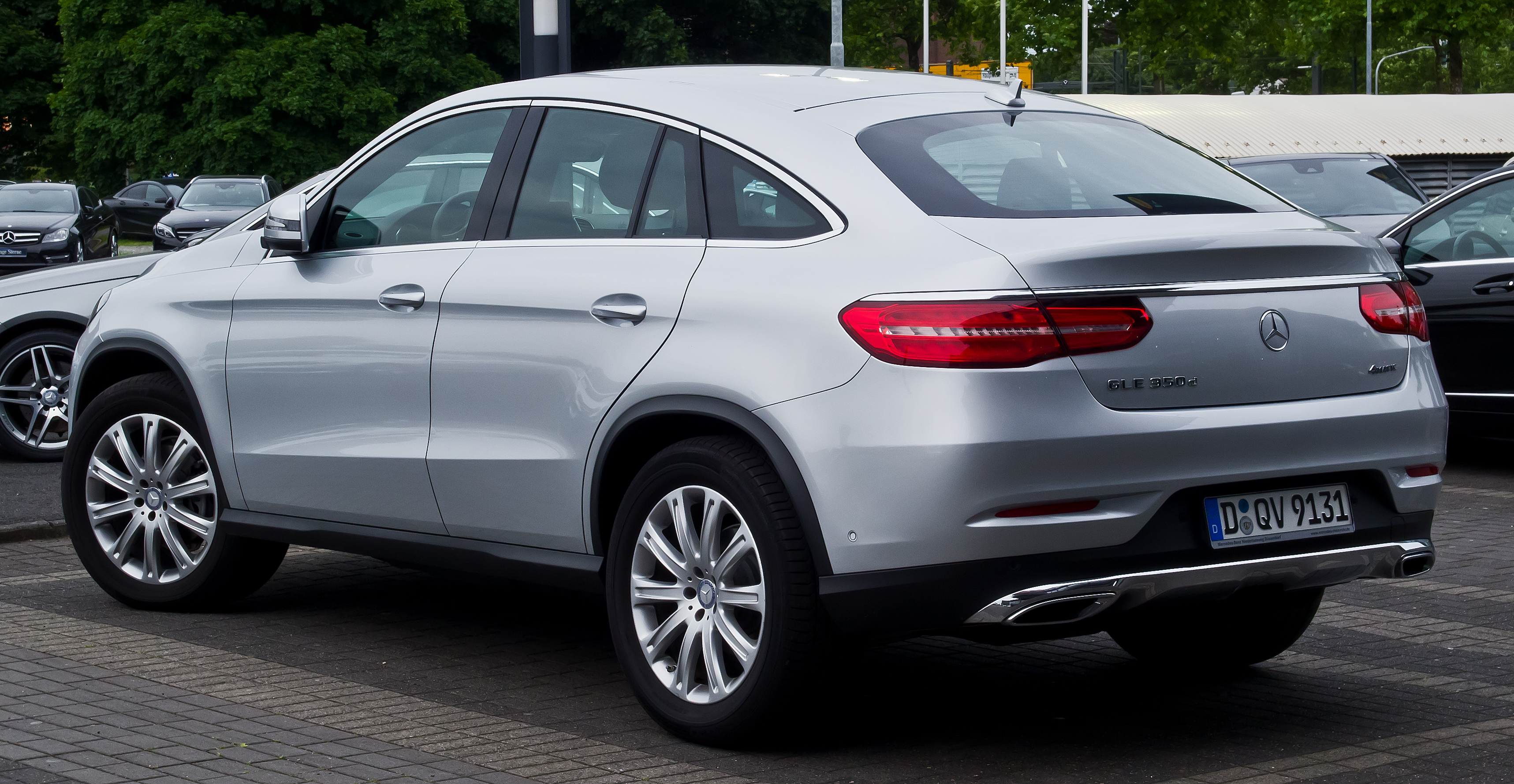
Mercedes-Benz GLE 350d Coupé

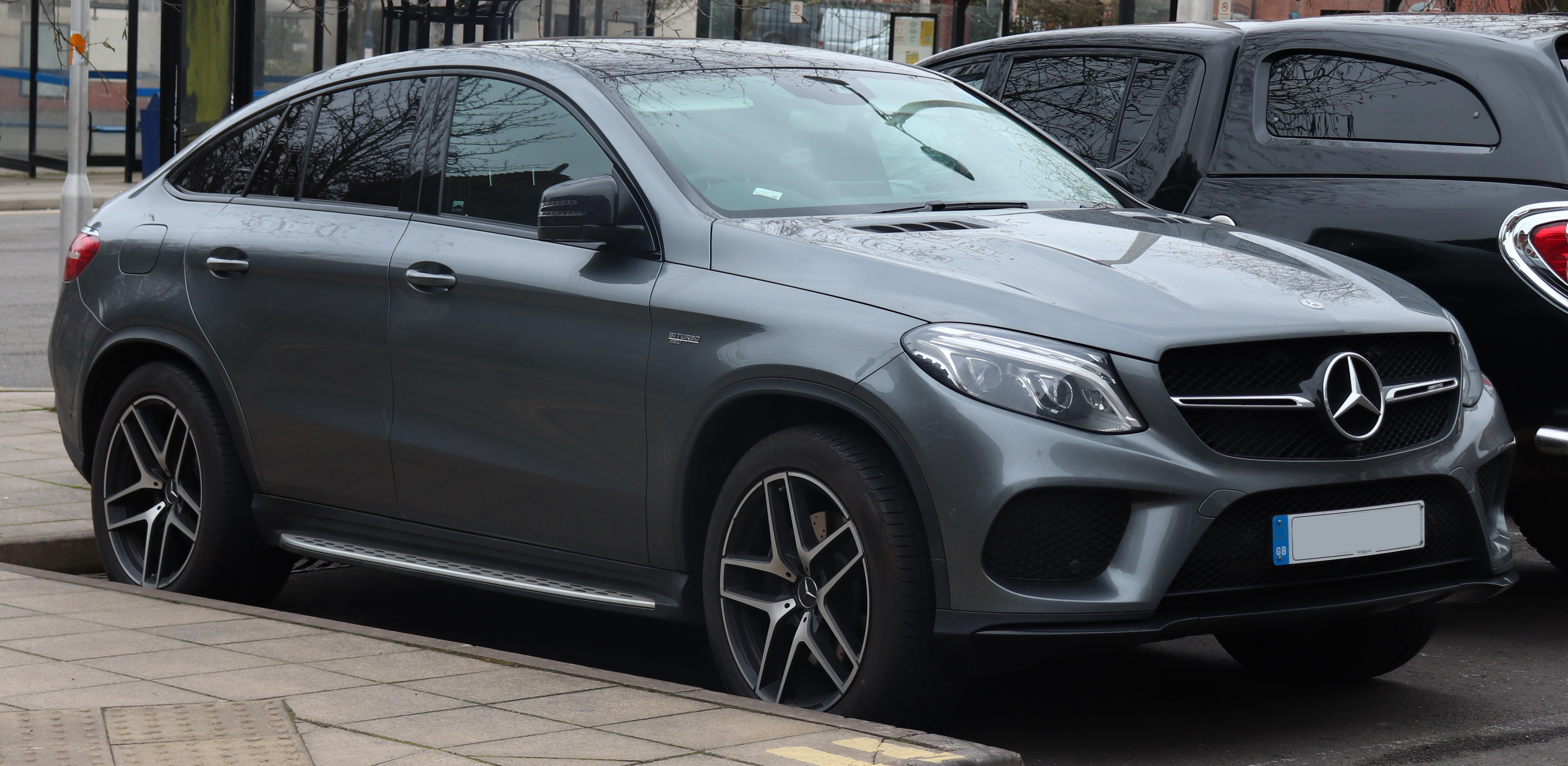
Mercedes AMG GLE 43 Coupé

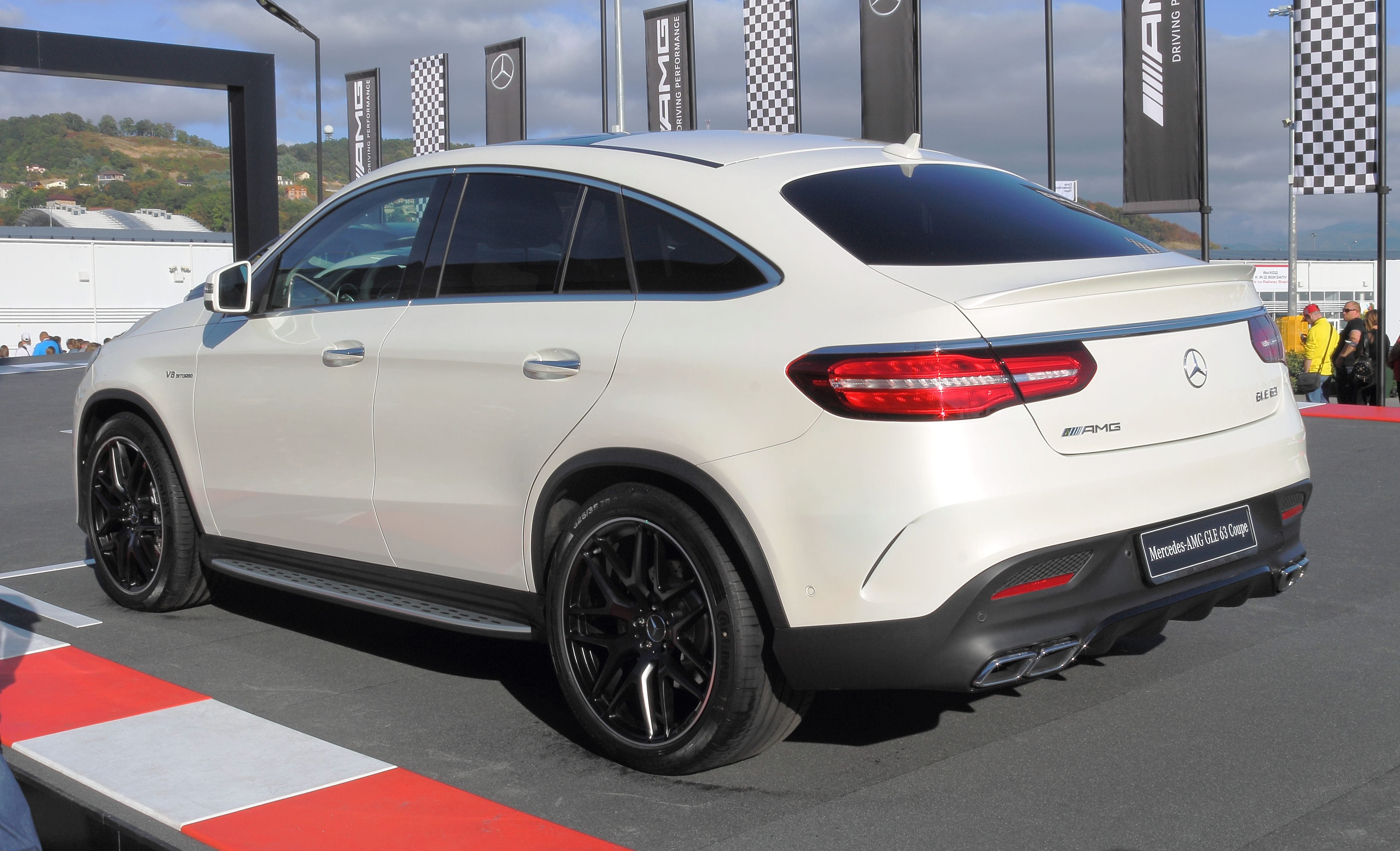
Mercedes AMG GLE 63 Coupé

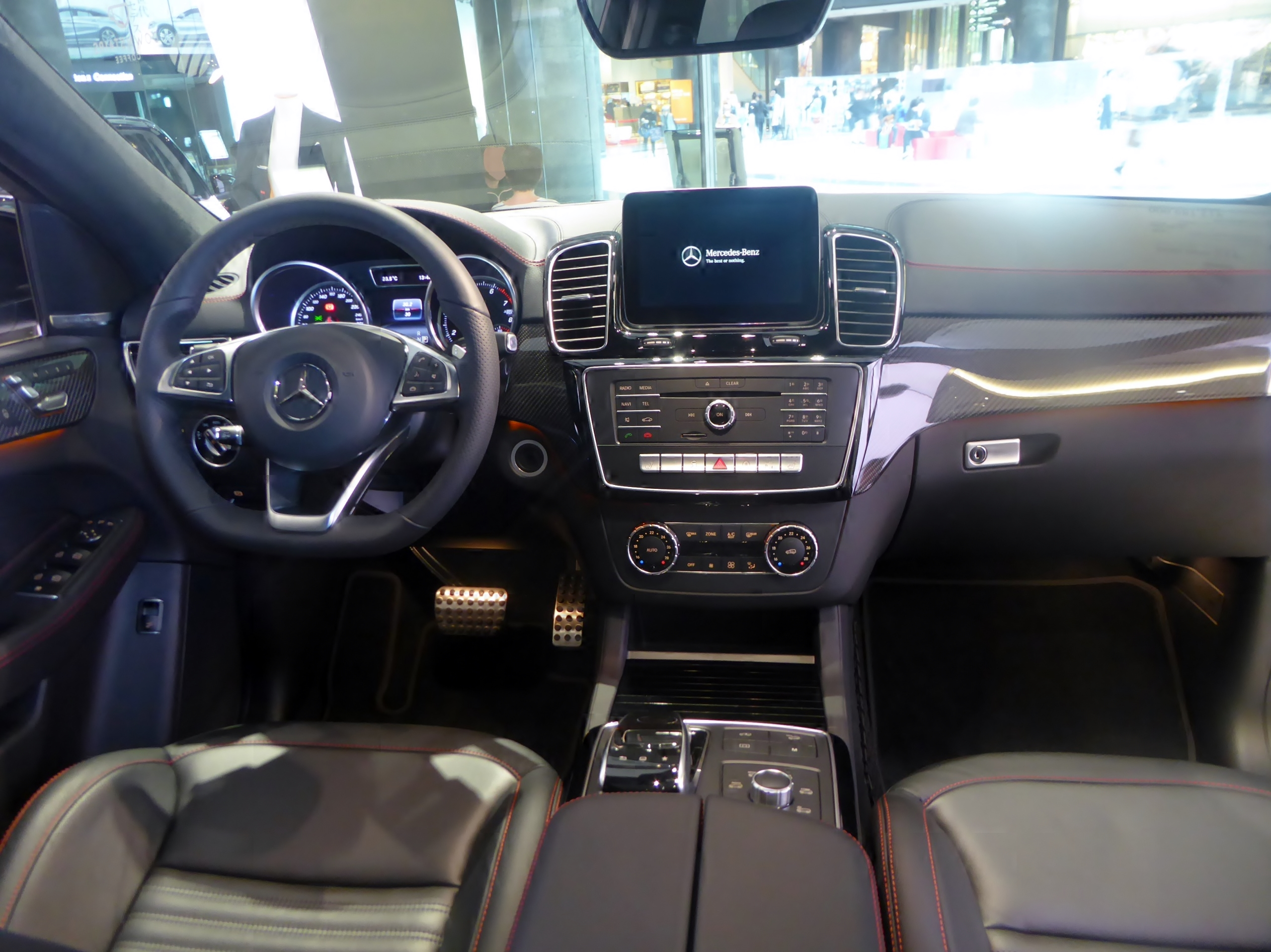
Салон Mercedes-Benz GLE Coupé

Концепт автомобіля під назвою Concept Coupé SUV дебютував на автосалоні в Пекіні 20 квітня 2014 року.
Офіційні фото автомобіля представили 9 грудня 2014 року. Серійна модель дебютувала на автосалоні в Детройті в січні 2015 року.
Спочатку модель планували назвати Mercedes-Benz MLC, оскільки платформа, агрегатна база, більшість вузлів є від ML, але в 2014 році в компанії вирішили змінити позначення для своїх позашляховиків.
Новинка отримала розширені колії спереду і ззаду, оригінальний кузов із заниженим профілем даху і сильніше нахиленими передніми стійками. У базовому оснащенні у GLE Coupe (заводський індекс C292) звичайна пружинна підвіска, але за доплату доступна пневмопідвіска Airmatic з системою ADS Plus. Система повного приводу 4Matic доступна стандартно для всіх версій. Тільки версія AMG буде мати дещо інше розподіл крутного моменту - 40 відсотків на передні колеса, і 60 - на задні.
Лінійка моторів складається з двигунів GLE 350d - V6 3.0 л CDI (258 к.с.), GLE 400 - V6 3.0 л (333 к.с.), GLE 450 AMG Sport - V6 3.0 л (367 к.с.), а ще є 400-сильноа гібридна версієя і модифікацій GLE 63 AMG (V8 5.5 л, 557 к.с., 700 Нм), GLE 63S AMG (V8 5.5 л, 585 к.с., 760Нм). Всі вони працюють в парі з автоматичною КПП 9G-Tronic.
Відповідає вимогам класу також кількість і якість доступних систем безпеки. Серед них: система екстреного гальмування, система контролю поперечного руху, система допомоги руху в певній смузі, система контролю мертвих зон. Крім них в роботу включається система контролю за дорожніми знаками, система автоматичного гальмування при появі пішохода, ESP CDA, система захисту від поперечного вітру. Простоти і комфорту в управлінні додадуть парктроник, камери заднього виду і панорамного огляду, система управління зовнішнім освітленням фар головного світла, а також електропривод руху кришки багажного відділення. Мультимедійна система COMAND Online з 8-ми дюймовим кольоровим сенсорним екраном, акустика Bang & Olufsen Sound, розважальна система з кольоровими екранами для пасажирів другого ряду. Список опцій традиційно довгий для Mercedes.
У великі арки ідеально вписуються великого розміру колісні диски. Стандартно встановлюються на передню і задню вісь шини 275/50 R 20 на легкосплавних колісних дисках. В якості опції можна замовити колеса розміром 275/45 R21 для передньої осі і 315/40 R21 для задньої. Версія GLE450 AMG Coupe хизується різнорозмірними гумою на шикарних 22-дюймових дисках, спереду встановлені покришки - 285/40 R22, а ззаду 325/35 R22.

### Базова комплектація
Mercedes GLE 2016 року добре обладнані. Представники ГЛЕ-класу оснащуються електроприводними дверима багажника, люком на даху, двозонним клімат-контролем, передніми сидіннями з підігрівом, сенсорними двірниками і декількома режимами їзди (Комфорт, Спорт і спеціальний режим при їзді по слизькій поверхні). Аудіо та комунікативні системи включають в себе: AM/FM/CD/HD радіо ресивер з USB-входом, Bluetooth і 8-дюймовий сенсорний кольоровий екран. Стандартна обшивка представляє собою замінник шкіри MB-Tex. GLE також оснащуються системою Brake Hold, яка активує гальма при стоп-сигналі, і при цьому Вам не обов'язково тримати ногу на педалі. 

### Двигуни
| Модель                 | Роки виробництва | Код двигуна: Циліндри ГРМ   | Об'єм    | Потужність                             | Крутний момент             | Система живлення            |
| ---------------------- | ---------------- | --------------------------- | -------- | -------------------------------------- | -------------------------- | --------------------------- |
| GLE 350 BlueTEC 4MATIC | 07/2015-         | OM 642 LS DE 30 AL: V6 DOHC | 2987 см³ | 258 к.с. (190 кВт) при 3600 об/хв      | 620 Нм при 1600–2400 об/хв | Common rail                 |
| GLE 400 4MATIC         | 07/2015          | M 276 DE 30 AL: V6 DOHC     | 2996 см³ | 333 к.с. (245 кВт) при 5250-6000 об/хв | 480 Нм при 1600–4000 об/хв | пряме вприскування, бітурбо |
| AMG GLE 43 4MATIC      | 07/2015          | M 276 DE 30 AL: V6 DOHC     | 2996 см³ | 367 к.с. (270 кВт) при 5500-6000 об/хв | 520 Нм при 1800–4000 об/хв | пряме вприскування, бітурбо |
| GLE 500 4MATIC         | 01/2016          | M 278 DE 46 AL: V8 DOHC     | 4663 см³ | 455 к.с. (335 кВт) при 5250 об/хв      | 700 Нм при 1800–3500 об/хв | пряме вприскування, бітурбо |
| AMG GLE 63 4MATIC      | 07/2015          | M 157 DE 55 AL: V8 DOHC     | 5461 см³ | 557 к.с. (410 кВт) при 5750 об/хв      | 700 Нм при 1750–5500 об/хв | пряме вприскування, бітурбо |
| AMG GLE 63S 4MATIC     | 07/2015          | M 157 DE 55 AL: V8 DOHC     | 5461 см³ | 585 к.с. (430 кВт) при 5500 об/хв      | 760 Нм при 1750–5250 об/хв | пряме вприскування, бітурбо |

## Друге покоління (з 2019)

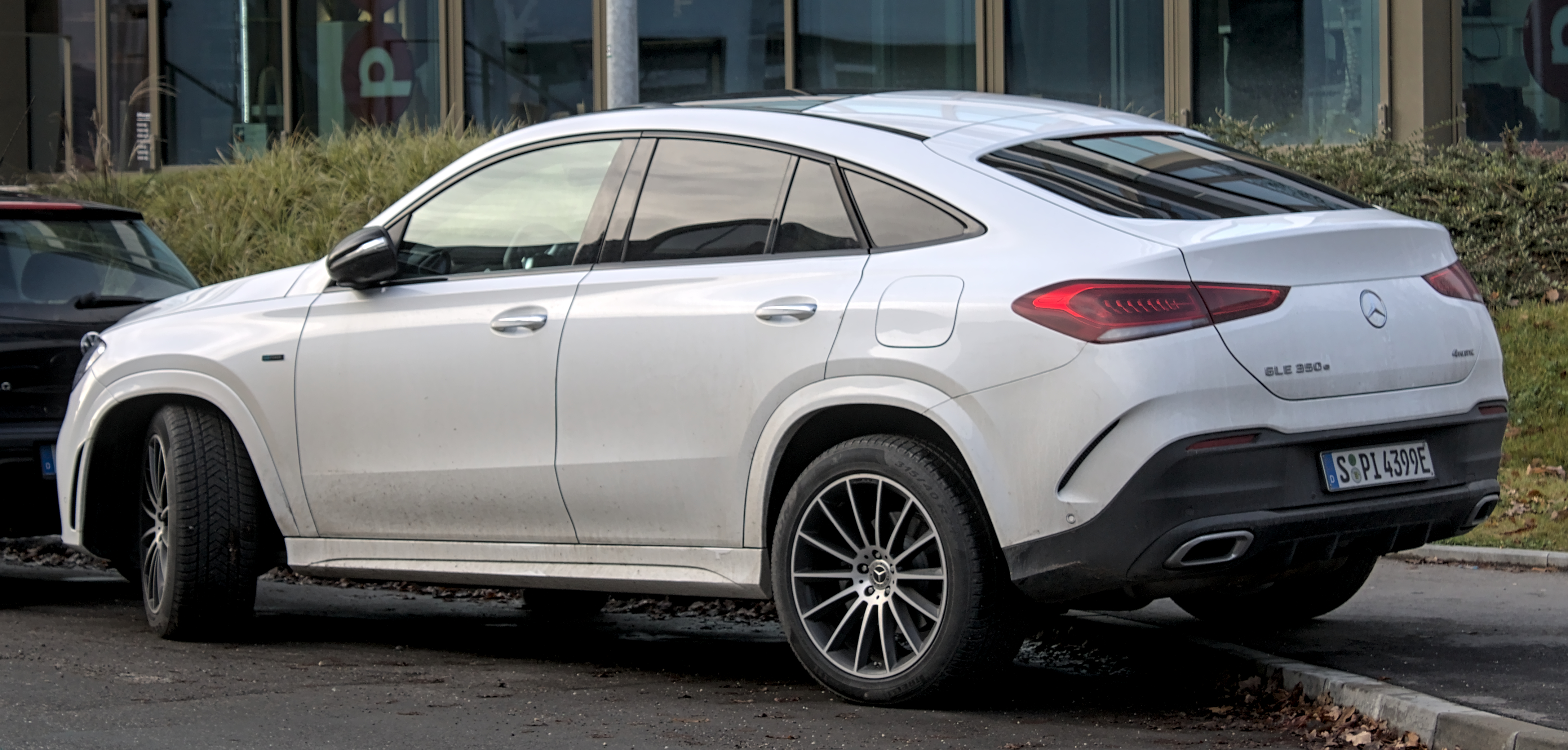
Mercedes-Benz GLE 350e Coupe (C167)

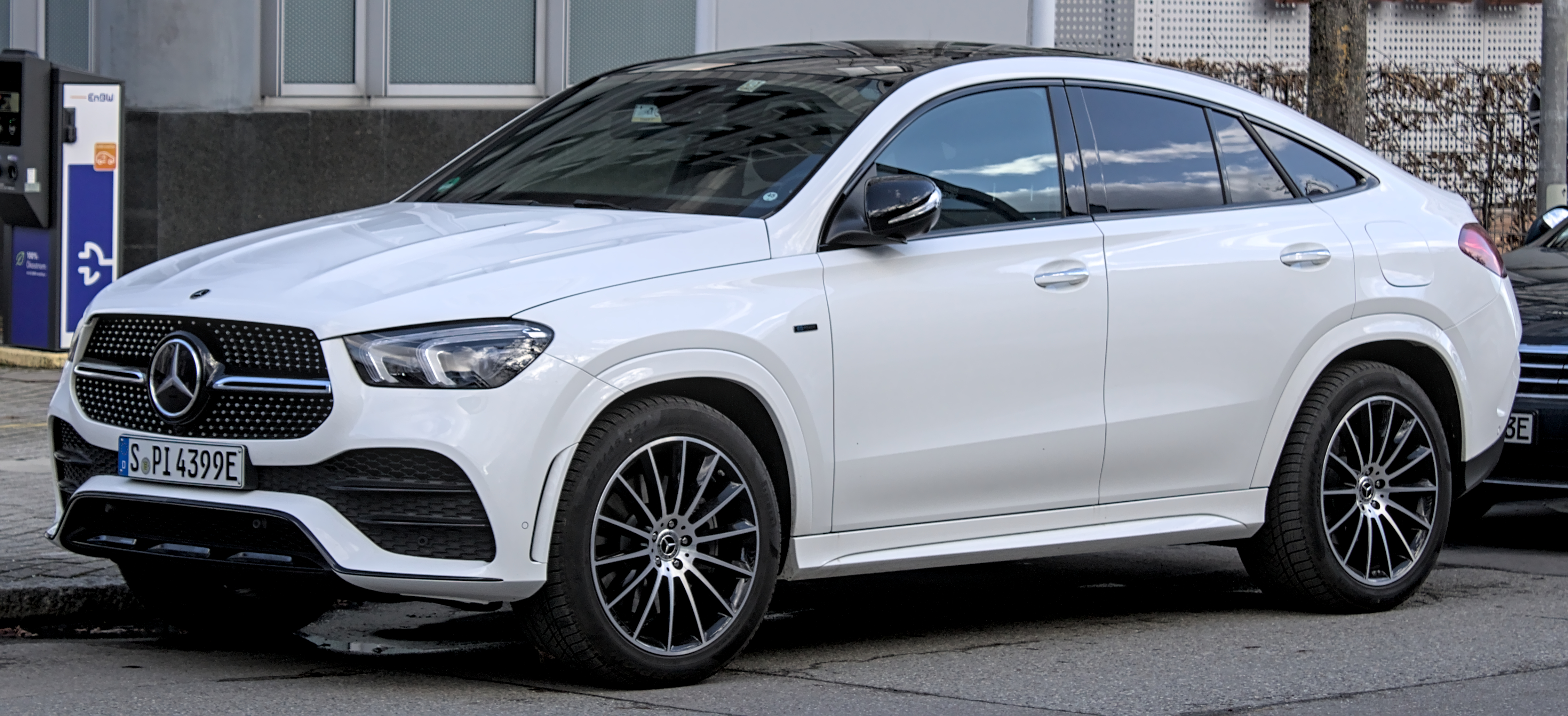
Mercedes-Benz GLE 350e Coupe (C167)

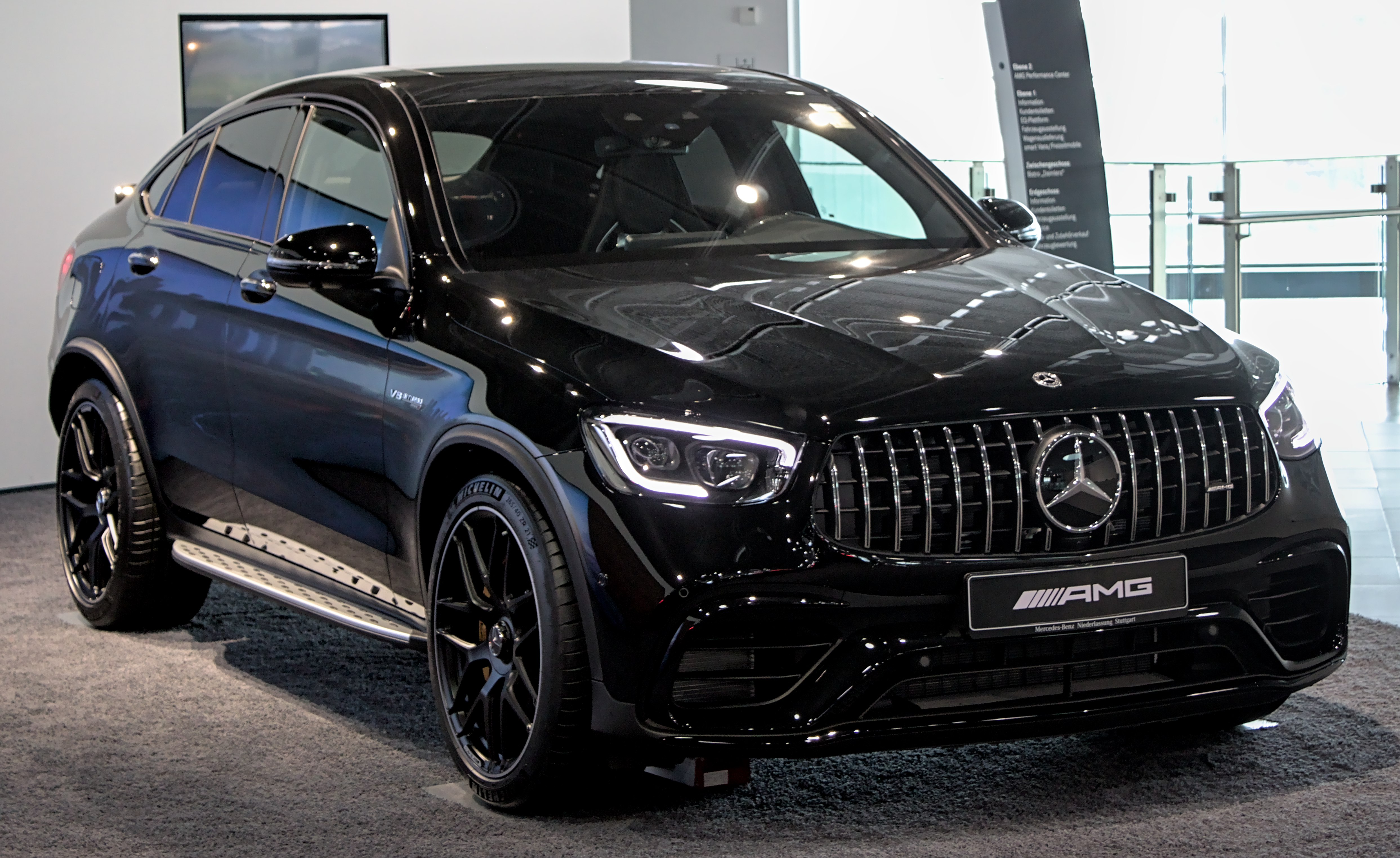
Mercedes-AMG GLE 63 S (C167)

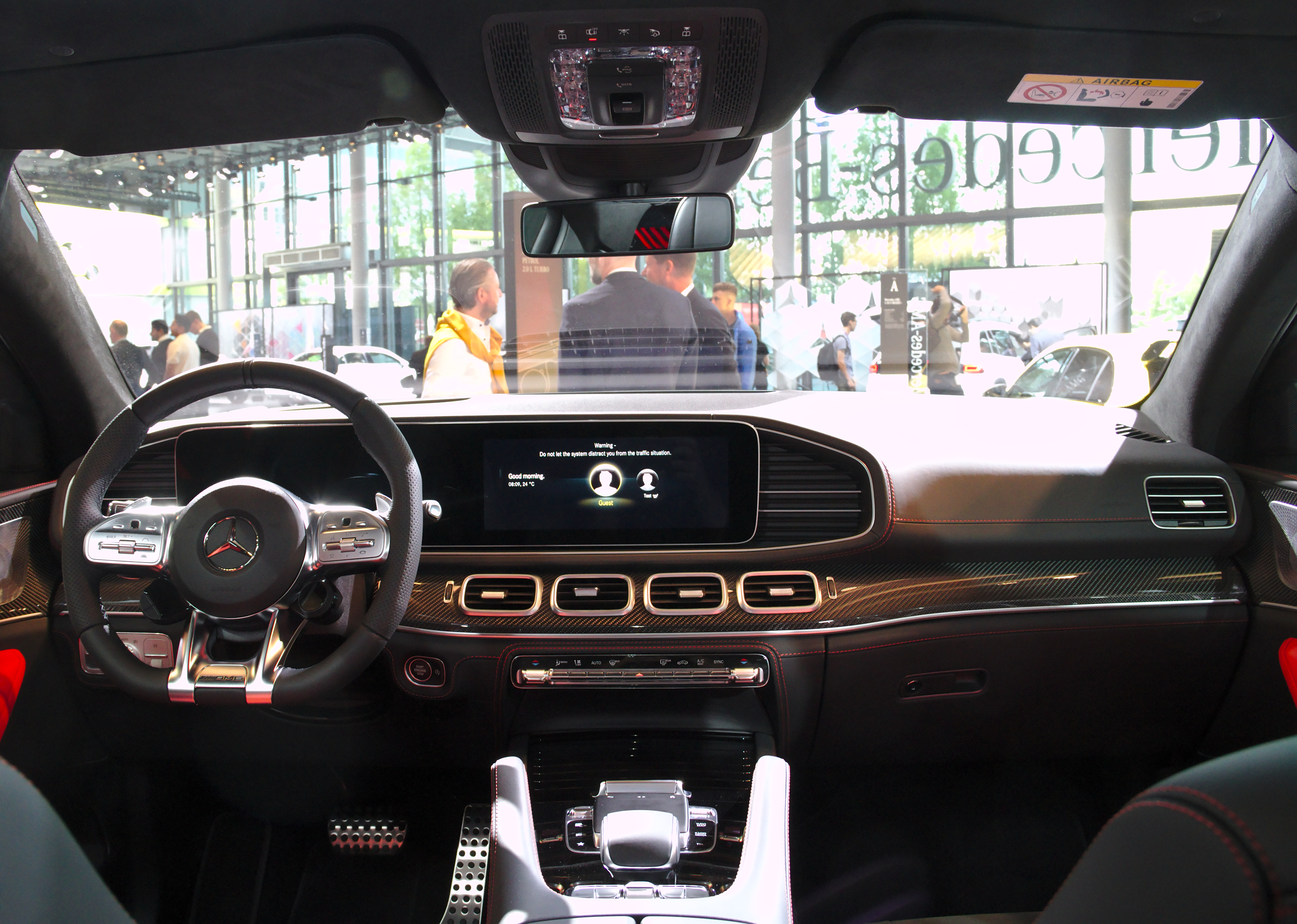

В серпні 2019 року дебютував другого покоління GLE Coupe (заводський індекс C167). Довжина моделі дорівнює 4939 мм, ширина - 2010 року, колісна база - 2935 мм, це на 60 мм менше, ніж у нового GLE. У попередньому поколінні між звичайною і купе-версіями GLE різниці по базі не було.

### Двигуни
Гібридний
- AMG 53 3.0 л M 256 E 30 DEH LA G I6 + електродвигун 435 + 22 к.с. 520 + 250 Нм
- AMG 63 4.0 л M 177 DE 40 AL V8 + електродвигун 571 к.с. + 22 к.с. 750 + 250 Нм
- AMG 63S 4.0 л M 177 DE 40 AL V8 + електродвигун 612 к.с. + 22 к.с. 850 + 250 Нм

Дизельні
- GLE 350d 3.0 л OM 656 D 29 I6 272 к.с. 600 Нм
- GLE 400d 3.0 л OM 656 D 29 I6 330 к.с. 700 Нм